# 日精丸
日精丸（にっせいまる）は、かつて存在した日本国籍の原油タンカーで、日本船籍史上最大の船舶であり、グロブティック・トーキョー型タンカーの3番船でもある。日本国内で建造された船舶では「シーワイズ・ジャイアント（現ノック・ネヴィス）」、「エッソ・アトランティック」、「エッソ・パシフィック」に次いで4番目の大きさを誇った（1975年の建造当時は世界最大でもあったが、1976年に「バティラス」に抜かれた）。日本石油（現：ENEOS）の子会社である東京タンカー（現：ENEOSオーシャン）とチス海運の共同所有。

## 来歴
日本では高度経済成長時代を迎え、石油の消費量は年々拡大していった。それにつれて中東地域からの石油輸送にあたるタンカーも年々大型化していく。そこで日本石油は既に就役していた「日石丸」等のタンカーよりさらに大型のものを建造することになった。まず「グロブティック・トーキョー」が建造され、次いで「グロブティック・ロンドン」、本船の順で建造・就航している。
建造は石川島播磨重工（現：ジャパン マリンユナイテッド）呉第一工場で行なわれ、1974年（昭和49年）12月に進水、翌1975年（昭和50年）6月に就役した。
日精丸は鹿児島県の喜入町（現：鹿児島市喜入）にある日本石油基地（現、ENEOS喜入基地）喜入基地と中東地域を結び、2000年（平成12年）の退役まで同行程を128往復、航走距離180万km、総輸送量8億4000万キロリットルを輸送した。
その間、1980年（昭和55年）から4年間は勃発したイラン・イラク戦争に対応して石油公団（現：独立行政法人石油天然ガス・金属鉱物資源機構）の洋上備蓄船として従事、1983年（昭和58年）にホルムズ海峡でミサイル攻撃を受けたり（実被害は微少）、1989年にはベトナムから避難していたボートピープルを救助するなどした。
25年に渡り石油輸送に活躍した日精丸だったが、船体構造が2重構造（ダブル・ハル）になっていなかったために国際海事機関の定める規定に引っかかる形となり、改造工事にも多額の費用がかかることから2000年（平成12年）にシンガポールに売却され、「ARCTIC BLUE」と改名。その後2003年（平成15年）に解体された。

## その他
- 就役翌年の1976年（昭和51年）、郵政省から「船の特集切手」として日精丸が描かれた50円切手が発行された。
- 2005年（平成17年）、建造の地である呉市に建てられた「呉市海事歴史科学館」（通称：大和ミュージアム）に運航していた新日本石油タンカーから日精丸の100分の1スケールの模型が寄贈され、現在見学することができる。
- 同じく呉市にある「飛躍の塔」の足元には、日精丸のスクリューの実寸大にデザインされたタイルが敷き詰められている。